# بيان (نوع بيانات)

رسم بياني موجه بثلاثة عقد (دوائر زرقاء) وثلاثة حواف موجهة (أسهم سوداء).

في سياق علوم الحاسب، البيان هو مفهوم مُجرَّد لمبادئ الرسم البياني الموجه وغير الموجه ضمن مجال نظرية الرسم البياني في الرياضيات.
تتكون هياكل بيانات الرسم البياني من مجموعة مُعرفة من العقد (وتسمى أيضًا النقاط) والحواف (وتسمى أيضًا الروابط أو الخطوط)، لتشكل معا أزواجا مرتبة تُعرف بالرسم البياني الموجه، أو أزواجا غير مرتبة تُعرف بالرسم البياني غير الموجه.

## البحث في الرسم البياني

### بحث الإتساع أولًا وبحث العمق أولًا
يستخدم كل من بحث الإتساع أولا وبحث العمق أولا كطريقتين مترابطتين بشكل وثيق لبحث جميع العقد ابتداءا من عقدة الجذر.